# ژرفایابی پژواکی

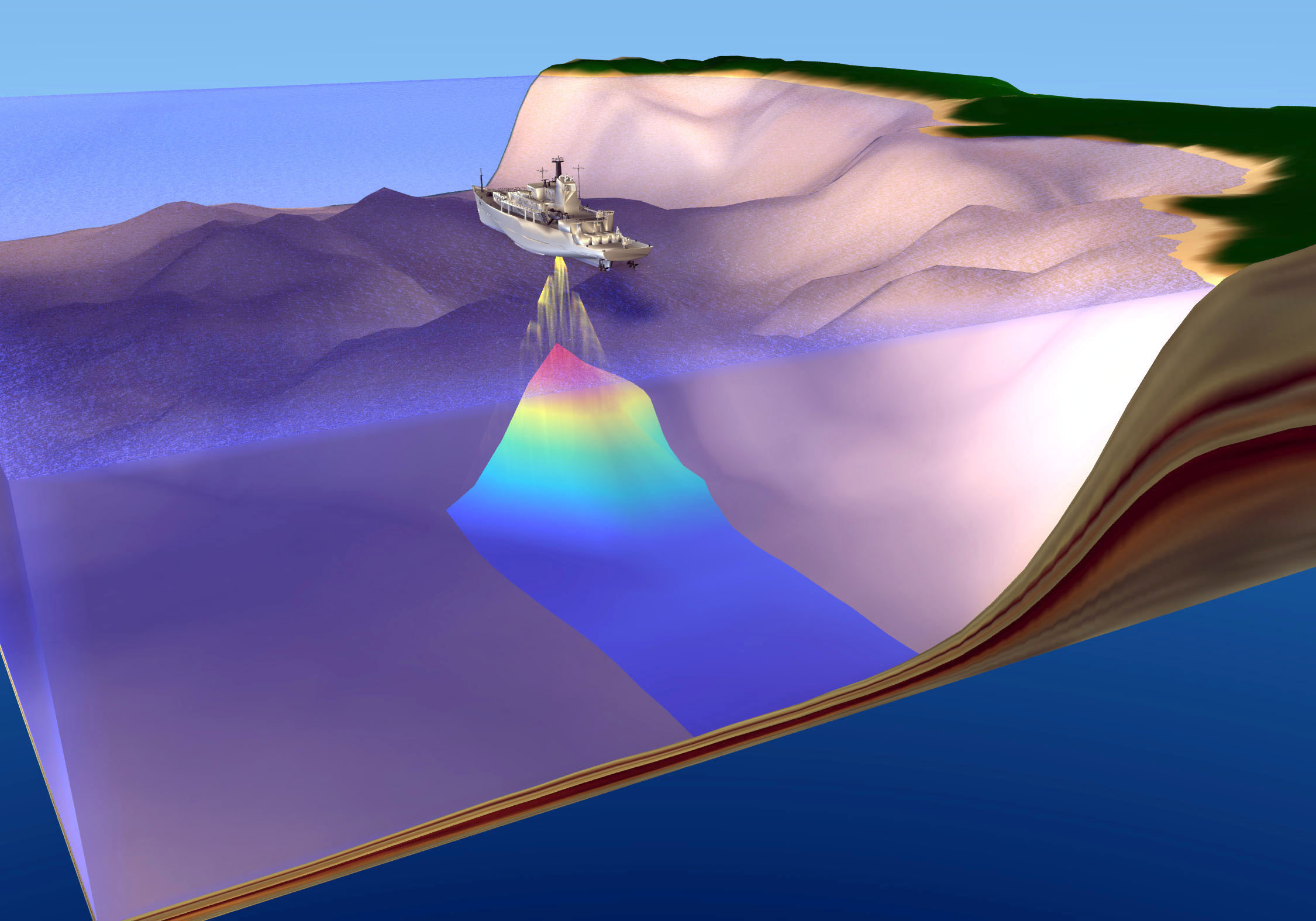
تصویری از ژرفایابی پژواکی با استفاده از ژرفایاب پژواکی چندپرتویی.

ژرفایابی پژواکی یا عمق‌یابی پژواکی (انگلیسی: Echo sounding) به کاربرد سونار در فاصله‌یابی گفته می‌شود که معمولاً برای تعیین ژرفای آب (ژرفاسنجی) به‌کار می‌رود. این روش بر پایه عبوردادن امواج صوتی در آب و اندازه‌گیری فاصله زمانی میان انتشار و بازگشت یک پالس صوتی است. زمان پرواز به‌دست‌آمده، همراه با آگاهی از سرعت صوت در آب، امکان تعیین فاصله میان سونار و سوژه را فراهم می‌کند. معمولاً این اطلاعات در اهداف ناوبری یا به‌منظور تعیین عمق در تهیه نقشه‌های دریانوردی به‌کار می‌روند.